# 小行星10526
小行星10526（10526 Ginkogino）是一颗绕太阳运转的小行星，为主小行星带小行星。该小行星于1990年10月发现。

## 轨道参数
小行星10526的轨道半长轴为337 284 046 km（2.2545725 UA），离心率为0.171。